# Wilbur (Washington)
Wilbur es un pueblo ubicado en el condado de Lincoln en el estado estadounidense de Washington. En el año 2000 tenía una población de 914 habitantes y una densidad poblacional de 262,6 personas por km².

## Geografía
Wilbur se encuentra ubicada en las coordenadas 47°45′24″N 118°42′23″O / 47.75667, -118.70639.

## Demografía
Según la Oficina del Censo en 2000 los ingresos medios por hogar en la localidad eran de $32.563, y los ingresos medios por familia eran $37.431. Los hombres tenían unos ingresos medios de $32.440 frente a los $20.417 para las mujeres. La renta per cápita para la localidad era de $16.535. Alrededor del 17,4% de la población estaban por debajo del umbral de pobreza.